# 水野弥穂子
水野 弥穂子 （水野 彌穗子 みずの やおこ、1921年10月15日 - 2010年1月26日）は、日本の仏教学者・曹洞宗僧侶。駒澤大学名誉教授。

## 経歴
東京出身。東北大学法文学部卒業、国語学を専攻した。国立国語研究所研究員、駒澤大学助教授・教授などを経て、1987年3月に東京女子大学教授を退任。娘の大野彩はフレスコ画家。
半世紀に及ぶ道元『正法眼蔵』研究で著名。主な注解版は、岩波文庫（全4巻）と、春秋社版『原文対照現代語訳　道元禅師全集』（全7巻）。
東京都港区にある青松寺（曹洞宗）で、道元に関する講話を兼ねた「お袈裟を縫う会」を定期的に行っていた。

## 著作
- 『正法眼蔵随聞記　ほか』（訳注のみ：「古典日本文学全集14 道元」筑摩書房、1962年） 
  - 普及版1964年、新版「古典日本文学13 道元」（1977年）

※他は西尾実等による「正法眼蔵」（抜粋）、「典座教訓」の訳注、和辻哲郎、唐木順三、田辺元の道元論考
- 孤雲懐奘編 『正法眼蔵随聞記』（訳・校注：筑摩書房<筑摩叢書>、1963年／ちくま学芸文庫、1992年）
- 『正法眼蔵　正法眼蔵随聞記』（校注：岩波書店〈日本古典文学大系81〉、1965年） 
※正法眼蔵は西尾実・鏡島元隆・酒井得元との共同校注。
- 『日本の思想2　道元集』（玉城康四郎編、筑摩書房、1969年）。編訳版
  - ※新装版『日本の仏教思想 道元』（筑摩書房、1986年）
- 『道元 弁道話　正法眼蔵』（寺田透と共校注：岩波書店〈日本思想大系 12・13〉、1970-1972年） 
  - 新装版『原典日本仏教の思想 7・8　道元』（岩波書店、1990-1991年）
- 『大智　日本の禅語録9』（講談社、1978年）、解説・現代語訳
  - 新装版『大智　偈頌・十二時法語・仮名法語　禅入門6』（講談社、1994年）
- 『道元禅師のお袈裟 正法眼蔵袈裟功徳を読み解く』（柏樹社、1987年）
  - 改訂版『「正法眼蔵袈裟功徳」を読む』（大法輪閣、2007年）
- 『日本の仏典7　道元（上） 正法眼蔵』（訳注：筑摩書房、1988年）。上巻のみ
- 『正法眼蔵』（校注：岩波文庫 全4巻、1990-1993年、ワイド版1993年）
- 『「正法眼蔵随聞記」の世界』（大蔵出版、1992年）
- 『十二巻「正法眼蔵」の世界』（大蔵出版、1994年）
- 『「道元禅師」の人間像』（岩波書店<岩波セミナーブックス>、1995年）
- 『修証義12か月』 正・続（曹洞宗宗務庁 1998年-2002年）
- 『「正法眼蔵」を読む人のために』（大法輪閣、2000年、新装版2020年）
- 『原文対照現代語訳 道元禅師全集　正法眼蔵』（第1～7巻、春秋社[3]、2002-2009年）
- 『道元禅師 宝慶記　現代語訳・註』（大法輪閣、2012年）

### 論文
- CiNii>水野弥穂子
- INBUDS>水野弥穂子